# (10413) Pansecchi
(10413) Pansecchi (1997 YG20) – planetoida z pasa głównego asteroid okrążająca Słońce w ciągu 5,31 lat w średniej odległości 3,04 j.a. Odkryta 29 grudnia 1997 roku.